# Krésilás
Krésilás z Kréty byl antický řecký sochař činný ve druhé polovině 5. století př. n. l. zejména v Athénách. O jeho významném postavení mezi umělci Perikleovy doby svědčí to, že mu bylo zadáno vytvoření státníkova oficiálního portrétu.